# 直流電

不同波形的直流电，由上到下：電池、半波整流器和全波整流器。橫軸是時間，縱軸是角速度

直流电（direct current），是指电荷流动方向唯一的电流。最典型的电子元件例如直流电源。直流电一般可以通过导体例如导线，但是也可以通过半导体、绝缘体，甚至可以以电子或离子束的形式穿过真空。区别于交流电（alternating current），直流电的电流方向是不变的。以前的术语称作。
缩写AC和DC也经常被用来表示简单的“交”和“直”，因为其既可表示电流也可用来表示电压。
第一个商业化的电力传输是由托马斯·愛迪生在十九世纪后期开发的110伏特直流电。然而由于在传输和电压转换的差异，目前几乎所有的电力分配都為交流电。在20世纪50年代中期，曾經發展過超高壓直流電系統，現在該技術是在遠程及水下電力傳輸上，除了高壓交流電以外的另一種選項然而並不常見。但是特種應用要求上，如一些使用第三軌供電或架空電車線的铁路电力系统還是用直流電，交流电被分配到一个变电站利用一个整流器转换为直流电。
而末端應用上卻是直流電的天下，尤其是在科技发达的地区（如加州的硅谷等），目前幾乎所有充電器都使用直流电对电池进行充电，且在几乎所有电子科技系统中作为电源。直流电還用于生产铝以及其它的化学物质过程中。更多关于直流电的应用包括铁路推进，尤其是在城市地区的捷運，顺着捷運路線建立了直接輸出高压直流電的電網。

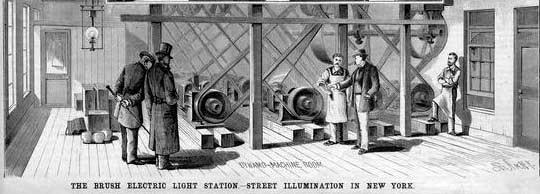
1880年的愛迪生直流發電機，後連接了一個3.2公里長的輸電線

## 应用

直流電壓源或使用直流電的裝置會印有此符號

直流装置通常有不同类型的插座、开关、和固定装置，这主要是由于所使用的低电压来自于那些适合使用的交变电流。通常對於使用直接電流的設備來說不能反接，這點很重要，除非该器件有二极管桥来纠正（使用电池供电的大多數設備則不需要——电池插槽本身即可防止装反）。
直流Unicode符号为：U+2393（⎓）。
直流電在許多特低電壓與低電壓器件中很常見，尤其是這些設備由只能產生直流電的電池供電。使用太陽能發電系統也可以，因爲太阳能电池只能产生直流电。大多数汽车零配件使用直流电，虽然這些電是由交流電装置透過整流裝置輸出直流電的。大多數電子電路需要使用直流電源供電。使用燃料電池的器件（混合氢气與氧气及催化劑来产生电能以及作爲副產物的水）同樣只能使用直流電。
絕大多數汽車零配件使用12V直流電，少數使用6V或24V電源系統。
輕型飛機電氣系統通常使用12V或28V。
通过使用DC-DC转换器，諸如48V至72V的高直流電壓可以降壓成36V、24V、18V、12V或5V的電壓，用以提供不同的负载。电信系统工作在48V的直流電當中，對於使用DC-DC轉換器壓到12V至24V的電壓來說更有效率，而且供電設備可以在自己的工作電壓負載中就直接利用逆變器去把48V直流電轉換成120V交流電提供電力給其他設備。
许多連接电话的双绞线电线會使用偏置T型接頭，把使用交流電壓的一對綫（語音信號）與使用直流電的另一對綫（爲電話供電）分隔開。
像DSLAM這樣的电话交换通信设备使用标准的-48V直流电源。负极是由發電機與電池組的正極接地而實現的。这样做是为了防止电解沉积。

## 电路
如果将电容器或电感添加到直流电路中, 则严格地说, 由此产生的电路不是直流电路。但是, 大多数此类电路都有直流解决方案。该解决方案给出了电路处于直流稳态时的电路电压和电流。这样的电路由一个微分方程系统表示。这些方程的解通常包括时变或瞬态部分以及常数或稳态部分。正是这种稳态部分才是直流解决方案。

## 參看
- 交流電
- 电流战争